# 아부라덴촌 (도야마현)
아부라덴촌(油田村)은 도야마현 히가시토나미군에 있던 촌이다.

## 역사
- 1889년 4월 1일 - 정촌제 시행에 의해 도나미군 아부라덴이 성립하였다.
- 1896년 3월 29일 - 군 개편에 의해 도나미군에서 분립해, 히가시토나미군이 성립하여, 나카니카와군에 속하게 되었다.
- 1952년 4월 1일 - 데정, 나카노촌, 쇼게촌, 고카야촌, 하야시촌과 합병해 도나미정이 성립하였다.

## 참고문헌
- 『市町村名変遷辞典』東京堂出版、1990年。